# りんご乙女
りんご乙女（りんごおとめ）は、長野県下伊那郡高森町にある土産メーカー・株式会社マツザワが関連子会社長良園に製造委託している、りんごをのせた薄焼きせんべい菓子である。

## 概要
- 1986年（昭和61年）岐阜県の株式会社長良園がりんごせんべいを開発。百貨店、量販店で販売を開始。
- 1995年（平成7年）株式会社マツザワのブランド、りんご乙女として長野市・松本市・飯田市で販売を開始する。
- 1997年（平成9年）りんごを筆書き調のイラストに変更。パッケージリニューアルを行いイメージ転換をおこなう。
- 2006年（平成18年）縦型パッケージを横型パッケージにパッケージ変更、製品パッケージにりんご乙女の作り方イラストが印刷される。
- 2010年（平成22年）在シンガポール日本国大使館・在香港日本国総領事館で日本代表のお菓子として正式採用される。